# Humant coronavirus NL63
Human coronavirus NL63 (HCoV-NL63) är ett enkelsträngat positivt RNA-virus inom släktet Alphacoronavirus, underfamiljen Orthocoronavirinae och familjen Coronaviridae. Coronaviruset upptäcktes 2004 i Nederländerna hos en sju månader gammal baby med bronkiolit. Infektion orsakat av viruset har konstaterats över hela världen, och förknippas med många vanliga förkylningsliknande symptom och sjukdomar. Viruset kan exempelvis orsaka mild till medelsvår övre luftvägsinfektion, allvarlig nedre luftvägsinfektion, krupp och bronkiolit.
Infektion orsakat av viruset förekommer främst hos yngre barn, äldre och hos personer med immunbristsjukdommar. I tempererat klimat uppträder den säsongssmässigt. En studiet gjord i Amsterdam uppskattade att HCoV-NL63 är orsak till runt 4,7 % av vanliga luftvägsinfektioner. Viruset härstammar från infekterade palmmårdar och fladdermöss. Uppskattningsvis divergerade viruset från HCoV-229E för ungefär 1000 år sedan och har förmodligen cirkulerat inom människopopulationen i århundraden.